# Escut i bandera de Pavies
L'escut i la bandera de Pavies són els símbols representatius de Pavies, municipi del País Valencià, a la comarca de l'Alt Palància.

## Escut heràldic
L'escut oficial de Pavies té el següent blasonament:
| « | Escut quadrilong de punta redona. En camp de gules, una font d'argent somada d'un paó del seu color de front, fent la roda i amb plomall de tres ploms, mirallat, tot acostat de dues branques de llorer encreuades de sinople. Al timbre, corona reial oberta. | » |

## Bandera
La bandera oficial de Pavies té la següent descripció:
| « | Bandera de proporcions 2:3. Tercejada horitzontal, essent el segon terç de doble amplària que els altres. Els terços externs de sinople i el terç central de gules, carregat d'un paó del seu color, de front, fent roda, i amb plomall de tres ploms. | » |

## Història
L'escut fou aprovat per Resolució de 28 de juny de 2002, del conseller de Justícia i Administracions Públiques, publicada al DOGV núm. 4.307, de 5 d'agost de 2002.
Es tracta d'una adaptació a la normativa heràldica valenciana de l'escut tradicional del poble, emprat per l'Ajuntament si més no des del final del segle xix.
Apareix com a senyal parlant un paó, en referència a Pavies, el nom de la localitat. El color roig (gules) del camper simbolitza la terra rogenca de la Serra d'Espadà. La font assenyala que el terme de Pavies està regat per nombroses fonts entre les quals destaca la font Artea.

Recreació del segell de Pavies de 1876 que es conserva a l'Arxiu Històric Nacional.

La descripció més antiga de l'escut ens la dona Bernardo Mundina Milallave en la seua obra de 1873, Historia, geografia y estadística de la Província de Castellón:
| « | Aquest consta d'una font de dos cossos i en la seua part superior un paó, de la part baixa ixen dues branques de llorer que pugen per ambdós costats de la font, formant mig oval, i per la part de fora la inscripció de l'Ajuntament. | » |

A l'Arxiu Històric Nacional es conserva un segell de Pavies de 1876 que coincideix amb aquest blasonament.
La descripció de 1915 de Carlos Sarthou Carreres és similar:
| « | Consta d'una cartel·la en què hi ha dibuixada una font de dos cossos acabada per un paó. En la part inferior creuen dues branques de llorer que, en forma de corona oberta, orlen aquest emblema. | » |

En l'adaptació de 2002 s'adoptà la forma d'escut quadrilong amb punta rodona i s'afegí la corona reial oberta, d'acord amb la tradició valenciana.
La bandera fou aprovada per Resolució de 19 de setembre de 2003, del conseller de Justícia, Interior i Administracions Públiques, publicada en el DOGV núm. 4.609, de 16 d'octubre de 2003.
La bandera està basada en els colors de l'escut municipal. Aquests, verd i roig, recorden que la població està situada dins del Parc Natural de la Serra d'Espadà. Es repeteix el paó de l'escut com a senyal parlant.